# Павлин II (архиепископ Антиохийский)
Архиепископ Павлин II или Павел II (умер в 388) — архиепископ Антиохийский с 362 до 388 года.

## Биография
В это время Антиохийская православная церковь была расколота в результате ряда схизм и ересей на четыре основные группы, которые выдвигали своих претендентов на патриарший престол и впоследствии избрали собственных патриархов. На престол Антиохии претендовали: группа ариан, группа мелетиан, группа евстафиан и группа аполлинаристов.
Павлина поддержали члены партии сторонников Евстафия Антиохийского, и он был конкурентом патриарха Мелетия Антиохийского. Посвящение Павлина на патриарший престол привело к расколу Антиохийской церкви.
Павлина «высоко ценили за благочестие» и он был признан Иерусалимским Патриархом.
Умер в 388 году. Его последователи называли павлинианами.